# Гебель, Титус
Титус Гебель (родился в 1967 в городе Вюрцбург, Германия) немецкий предприниматель, юрист, политический активист и публицист. Бывший CEO Rohstoff AG и Managing Director Rhein Petroleum GmbH.

## Биография
Титус Гебель защитил докторскую диссертацию в Гейдельбергском университете в Институте сравнительного публичного права и международного права имени Макса Планка. Затем он работал менеджером в различных биотехнологических и добывающих компаниях, а также в сфере венчурного капитала.
В 2006 он совместно с Томасом Гитчлаг основал Deutsche Rohstoff AG и руководил ей как CEO до 2014. Первоначально компания участвовала в проектах по разведке и разработке месторождений, а затем создала собственное производство, в основном в Австралии и США (золото, серебро, вольфрам, молибден, нефть, природный газ). Компания котируется на Франкфуртской фондовой бирже с 2010 года, а её годовой оборот в 2018 году составил 108 миллионов евро. Компания Rhein Petroleum GmbH была основана в 2007 году для возобновления эксплуатации нефтяных месторождений на юге Германии и начала добычу в 2018 году.
Сегодня Титус Гебель работает предпринимателем и выступает за создание новых Вольных Частных Городов, особенно в развивающихся странах. Он является основателем и президентом компании Free Private Cities Inc., членом совета директоров Seasteading Institute вместе с Питером Тиль и Пэтри Фридман, а также партнером NeWAY Capital.

## Вольные частные города
В своей книге, 2018 года, Вольные частные города, Гебель модифицировал концепцию чартерных городов Поля Ромера которая не получила воплощения до настоящего времени. Гебель отвернулся от его идеи, что национальные государства позволят чиновникам других стран управлять на своей собственной территории.
Вместо этого, так называемые Вольные частные города, представляют собой частные предприятия предлагающие своим жителям защиту жизни, свободы и частной собственности в обозначенной области, в качестве «поставщиков государственных услуг». Эта структура включает в себя службы безопасности и спасения, нормативно-правовую базу и независимое разрешение споров. Жители, в соответствии с договором, платят за эти услуги фиксированную на оговорённый период сумму. Поставщик общественных услуг, как оператор сообщества, не может в одностороннем порядке изменить договор. Так называемые контрактные жители имеют законное право требовать выполнение услуг и право на возмещение ущерба в случае некачественного исполнения частным городом своих обязанностей. Споры между ними и поставщиком услуг передаются в независимые арбитражные суды, как это принято в международном коммерческом праве. Если оператор игнорирует решение арбитража или злоупотребляет своими полномочиями иным образом, его клиенты уходят, а оператор разоряется.
Гебель прямо называет свою концепцию средством преодоления миграционных кризисов.
В настоящее время Гебель работает с партнерами над реализацией первых в мире свободных частных городов, в том числе и ZEDE в Гондурасе. Эта концепция в позитивном ключе обсуждалась в средствах массовой информации, но также критиковалась как неоколониализм.

## Публикации
- Der Treuhandgedanke und die Bewahrung der biologischen Vielfalt. Pro Universitate, Berlin 1998, ISBN 978-3932490392.
- Free Private Cities: Making Governments Compete For You. Aquila Urbis, Walldorf 2018, ISBN 978-1724391384.
- Вольные частные города. Больше конкуренции на важнейшем рынке мира ЛитРес: Самиздат, 26 апреля 2019 ISBN 978-5-532-10302-3.